# Paulino Nogueira Borges da Fonseca
Dr. Paulino Nogueira Borges da Fonseca (Fortaleza, 27 de fevereiro de 1842 — Fortaleza, 15 de junho de 1908) foi magistrado, jornalista, historiador e político conservador brasileiro. Foi presidente da província do Ceará, interinamente, de 21 de fevereiro a 4 de março de 1878.

## Biografia
Era filho de Francisco Xavier Nogueira e de Maria das Graças Nogueira. Neto pelo lado paterno de Pedro da Costa Moreira e de Maria Nunes de Lima e pelo lado materno do Capitão Antonio Borges da Fonseca e de Rosa Maria do Sacramento, do qual era bisneto materno de Antônio José Vitoriano Borges da Fonseca, que governou o Ceará de 25 de abril de 1765 a 3 de novembro de 1781. Teve dez irmãos, dentre eles, o padre Francisco Xavier Nogueira, que foi presidente do Poder Legislativo no Ceará.
Paulino também era sobrinho do padre João Dias Nogueira, que foi vigário de Santana do Acaraú, e coadjuntor de seu irmão o Pe. Francisco Xavier.
Ele também educou sua prima-sobrinha Theresa Nogueira, filha do seu tio João Dias Nogueira.
Bacharelou-se em Ciências Jurídicas e Sociais pela Faculdade de Direito de Recife, em 22 de dezembro de 1865, sendo pouco depois nomeado promotor público de Saboeiro em substituição a Antônio Pinto Nogueira Acioli, cargo que deixou por ter sido escolhido pelo presidente Homem de Melo para ser oficial-mor da secretaria do governo, mas foi exonerado por Melo e Alvim, que sucedeu a Homem de Melo, por divergências políticas. A isto seguiu-se uma pequena discussão entre ambos na imprensa. Voltaria, porém, a fazer parte do governo provincial como secretário no governo do Barão de Taquari e no de Freitas Henriques, na Bahia. Também exerceu os cargos de professor de Latim e diretor do Liceu de Fortaleza, inspetor geral da instrução pública, deputado geral por duas legislaturas (1872 e 1879) e vice-presidente da província, em cuja qualidade assumiu o governo provincial das mãos de João José Ferreira de Aguiar até o empossamento de Nogueira Accioli. Pelas reformas que realizou na instrução pública da província, e entre elas não pode ser esquecida a abolição dos bolos, dos castigos corporais, foi condecorado com a Imperial Ordem de Cristo (1871).
Foi um dos fundadores do Instituto do Ceará (Histórico, Geográfico e Antropológico), criado em 4 de março de 1887, do qual foi o primeiro presidente e em cuja revista publicou vários textos de cunho historiográfico. Sua dedicação à História vinha desde os tempos de faculdade, quando escrevia artigos para o jornal A Crença, de Recife.

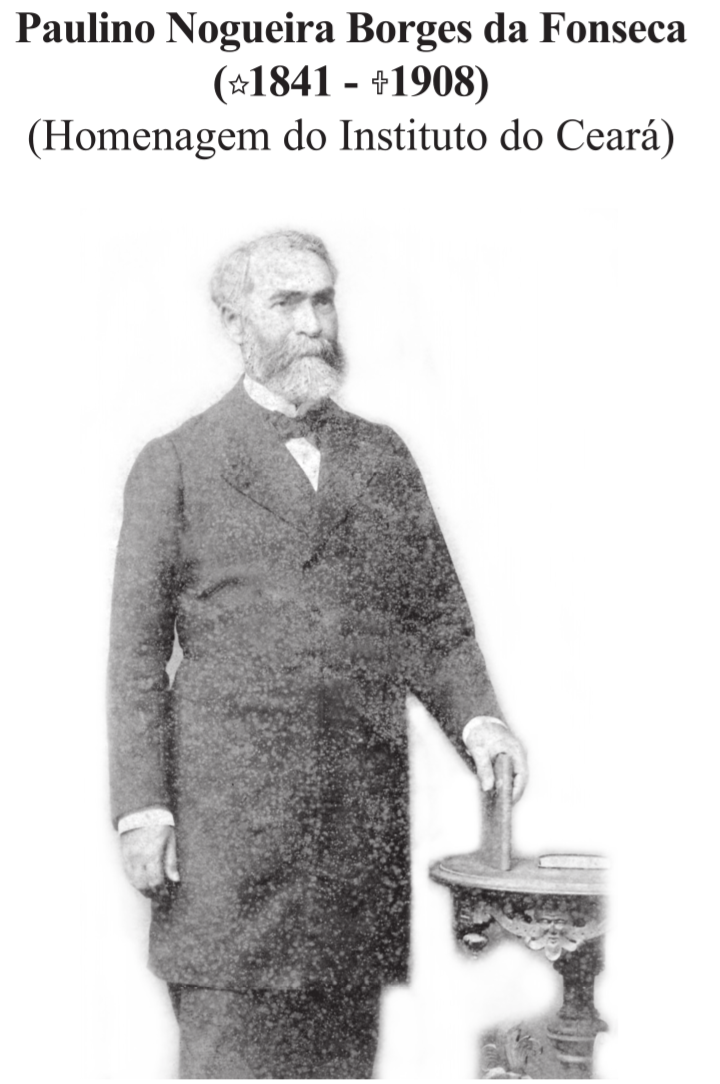
Homenagem do Instituto do Ceará

Em 1883 abandonou a política, voltando então à sua banca de advogado. Voltou a ser candidato a deputado geral nas eleições de 1884/1885, como abolicionista, pelo 3º distrito da Província do Ceará, mas não foi eleito.
Durante a presidência de Caio Prado, em 1888, foi nomeado provedor da Santa Casa de Misericórdia de Fortaleza, cargo que voltou a assumir em 1906, tomando posse desse cargo em 20 de março, por instâncias do presidente Nogueira Accioli. Recusou a presidência da província do Amazonas e esteve indigitado para Barão de São Paulino pouco antes do fim do regime monárquico.
Com o advento da República, conveio em aceitar a nomeação para o cargo de desembargador do Tribunal do Estado, cujo exercício assumiu a 1º de março de 1892, e, em 1903, inaugurada a Faculdade de Direito do Ceará, coube-lhe a cátedra de Direito Criminal.
Faleceu durante a madrugada de 15 de junho de 1908, causando grande comoção.
Casou-se duas vezes. A primeira, em 22 de dezembro de 1866, com Ana Franklin de Alencar, filha do tenente-coronel João Franklin de Lima e de Maria Brasilina de Alencar (tia materna de José de Alencar), com quem teve dois filhos:
- João Franklin de Alencar Nogueira (25 de outubro de 1867 - 2 de dezembro de 1947), engenheiro civil, historiador e escritor;
- Maria Nogueira, falecida em 1869.

Viúvo, casou-se em segundas núpcias, em 24 de janeiro de 1891, com Clotilde Nogueira Jaguaribe, prima-irmã de sua primeira mulher, filha de Clodes Santiago de Alencar e de Domingos José Nogueira Jaguaribe, o qual era seu parente. Dessa união nasceu uma filha chamada Maria José.
Sua história e de sua família está escrito no livro "Saudosa Memória de uma família pioneira" do jornalista Lidenilson Delfino, seu primo de quinto grau.

## Morte
Por ocasião de sua morte, foi realizada pelo Instituto do Ceará uma sessão extraordinária - solene e fúnebre - em 15 de agosto de 1908, no palacete da Sociedade Fênix Caixeiral.

## Obras

### Artigos na Revista do Instituto do Ceará
- "A Vida de Antônio Rodrigues Ferreira" (1887)
- "Vocabulário Indígena em uso na Província do Ceará, com explicações, Etymologicas, Orthographicas, Topographicas, Históricas, Therapeuticas, etc." (1887)
- "Fortaleza do Ceará" (1888)
- "O Padre Ibiapina" (1888)
- "O Naturalista João da Silva Feijó" (1888)
- "Memória escrita sobre Capitania do Ceará" (1889)
- "Presidentes do Ceará - Primeiro Reinado" (1890)
- "Antônio José Victoriano Borges da Fonseca" (1890)
- "Rellasam ou Mappa dos lugares e povoações do Districto Villa de Sao José" (1890)
- "Presidentes do Ceará - Primeiro Reinado" (1891)
- "Província dos Cariris-Novos" (1892)
- "Presidentes do Ceará - Primeiro Reinado" (1892)
- "Acta da Acclamação do Senhor D. Pedro II" (1892)
- "Execuções - Pena de Morte no Ceará - Parte I" (1894)
- "Execuções - Pena de Morte no Ceará - Parte II" (1894)
- "Relação dos Presidentes e Vice-presidentes do Ceará" (1895)
- "Presidentes do Ceará - Primeiro Reinado" (1896)
- "Presidentes do Ceará - Período Regencial - Parte I" (1898)
- "Presidentes do Ceará - Período Regencial - Parte II" (1898)
- "Presidentes do Ceará - Período Regencial - Parte I" (1899)
- "Presidentes do Ceará - Período Regencial - Parte II" (1899)
- "A Relação da Fortaleza" (1900)
- "Presidentes do Ceará - Período Regencial - Parte I" (1900)
- "Presidentes do Ceará - Período Regencial - Parte II" (1900)
- "Relação dos cearenses titulares e condecorados 1º e 2º trimestre" (1901)
- "Relação dos cearenses titulares e condecorados 3º e 4º trimestre" (1901)
- "Naturalidade do Dr. José Cardoso de Moura Brasil" (1901)
- "Presidentes do Ceará" (1902)
- "José Cardoso de Moura Brasil" (1902)
- "Relação dos cearenses titulados e condecorados" (1902)
- "Padre Francisco Pinto" (1904)
- "O Rei Dom João VI" (1904)
- "Presidentes do Ceará - Segundo Reinado - Parte I" (1905)
- "Presidentes do Ceará - Segundo Reinado - Parte II" (1905)
- "Presidentes do Ceará - Segundo Reinado" (1906)
- "Presidentes do Ceará - Parte I" (1907)
- "Presidentes do Ceará - Parte II" (1907)
- "Presidentes do Ceará - Segundo Reinado - 15o. Presidente Dr. Casimiro José de Moraes Sarmento" (1908)

1. ↑  Galvão, Miguel Archanjo (1894). Relação dos cidadãos que tomaram parte no governo do Brazil no periodo de março de 1808 a 15 de novembre de 1889. Rio de Janeiro: Imprensa nacional. p. 60
2. ↑  ALONSO, Angela (2015). Flores, votos e balas: o movimento abolicionista brasileiro (1868-1888). Rio de Janeiro: Companhia das Letras
3. ↑  Delfino, Lidenilson (11 de fevereiro de 2025). Saudosa memória de uma família pioneira: Genealogia de uma família pioneira no Ceará, com foco em música, teatro e etc. Lidenilson Delfino. Fortaleza, CE: Lidenilson Delfino